# Goodyera macrophylla
Goodyera macrophylla är en orkidéart som beskrevs av Richard Thomas. Lowe. Goodyera macrophylla ingår i släktet knärötter, och familjen orkidéer. IUCN kategoriserar arten globalt som akut hotad. Inga underarter finns listade i Catalogue of Life.